# Creu Militar
La Creu Militar (MC) és la tercera condecoració militar atorgada a oficials i (des de 1993) a tots els graus de l'exèrcit britànic, així com als oficials dels països de la Commonwealth.
La Creu Militar no pot ser atorgada a títol pòstum, i s'atorga per valentia i serveis distingits en acció davant l'enemic.
Va ser creada per Jordi V el 28 de desembre de 1914, en plena I Guerra Mundial, per omplir un buit entre la Creu Victòria (VC) i l'Orde del Servei Distingit. En origen, només podia ser atorgada a Capitans, Tinents i Sots-oficials (els oficials superiors encara rebien l'Orde del Servei Distingit). El 1931, la seva concessió s'amplià als Majors i al personal de la RAF per accions a terra. A partir de 1993, la tropa també pot rebre-la, en quedar derogada la Medalla Militar.
Les Barres són atorgades en reconeixement de posteriors accions de valentia que siguin mereixedores de la condecoració. Així mateix, els receptors poden fer servir el postnominal MC. S'equipara amb la Creu del Servei Distingit a la Royal Navy i amb la Creu dels Vols Distingits de la RAF.

## Descripció
Una creu platejada, de 46mm d'alçada màxima i 44mm d'amplada màxima, amb corones imperials a la punta, suspesa d'una barra plana. A l'anvers hi ha el monograma reial al centre. El revers és pla, però des del 1938 s'hi grava el nom del receptor i l'any de la concessió.
Penja d'una cinta blanca amb una franja morada al centre.